# Teorema di no-cloning quantistico
Il teorema di non clonazione quantistica (no cloning theorem) asserisce che, dati i postulati della meccanica quantistica, non è possibile duplicare esattamente (clonare) uno stato quantistico a priori. È invece possibile effettuare la duplicazione senza errori se lo stato appartiene ad un insieme ortogonale di stati conosciuto a priori: tale duplicazione fallisce se lo stato non appartiene all'insieme ortogonale. In particolare è sempre possibile duplicare uno stato conosciuto a priori.
Il teorema è equivalente al teorema di non discriminazione quantistico: se fosse, infatti, possibile distinguere in modo certo stati non ortogonali, sarebbe poi possibile utilizzare una macchina specifica per la duplicazione di uno stato piuttosto che l'altro, rendendo così possibile la duplicazione di stati non ortogonali.
Nel caso classico la duplicazione di una informazione è in principio sempre possibile. L'apparente contraddizione con il caso quantistico viene risolta dal fatto che gli stati di un sistema macroscopico descrivibile classicamente appartengono sempre ad un insieme ortogonale, per il quale la duplicazione è possibile.

## Enunciato del teorema
Si consideri un sistema composto quantistico nello stato
{\displaystyle |E\rangle \otimes |\phi \rangle \otimes |\eta _{1}\rangle \otimes |\eta _{2}\rangle \otimes \cdots \otimes |\eta _{n}\rangle }.
in cui con {\displaystyle |\phi \rangle } si indica un generico stato da clonare e con {\displaystyle |E\rangle } e {\displaystyle |\eta _{i}\rangle } rispettivamente lo stato dell'ambiente e gli stati iniziali degli n sistemi in cui si dovrebbe copiare lo stato {\displaystyle |\phi \rangle }.
Un generico processo di duplicazione consiste in un operatore unitario tale che, 
per ogni {\displaystyle |\phi \rangle }, valga la seguente relazione
{\displaystyle U|E\rangle \otimes |\phi \rangle \otimes |\eta _{1}\rangle \otimes |\eta _{2}\rangle \otimes \cdots \otimes |\eta _{n}\rangle =|E_{\phi }\rangle \otimes |\phi \rangle \otimes |\phi \rangle \otimes \cdots \otimes |\phi \rangle }
Il teorema di no-cloning afferma che un operatore unitario con queste proprietà non può esistere.

### Dimostrazione
Per dimostrare l'enunciato si considerino due stati {\displaystyle |\phi \rangle } e {\displaystyle |\psi \rangle } come stati iniziali nel processo di cloning. L'operatore U conserva il prodotto scalare tra stati per cui si deve avere
{\displaystyle |\langle \psi |\phi \rangle |=|\langle E_{\psi }|E_{\phi }\rangle ||\langle \psi |\phi \rangle |^{n}}
considerato che, per stati normalizzati, {\displaystyle 0\leq |\langle \psi |\phi \rangle |\leq 1} l'equazione di cui sopra non può essere soddisfatta per generici {\displaystyle |\phi \rangle } e {\displaystyle |\psi \rangle }. Si noti, poi, che se ci si limita a {\displaystyle |\phi \rangle } e {\displaystyle |\psi \rangle } ortogonali, allora l'equazione può essere soddisfatta.